# سیارک ۲۲۵۲۷۶
سیارک ۲۲۵۲۷۶ (به انگلیسی: 225276 Le\itos، نامگذاری:1436T-2)۲۲۵۲۷۶مین سیارک کشف شده‌است که در ۲۹ سپتامبر ۱۹۷۳ کشف شد.